# Сергий I (епископ Неаполя)
Сергий I (Сержио I; лат. Sergius I, итал. Sergio I; умер в 746) — епископ Неаполя (717—746).

## Биография
Основной исторический источник о Сергии I — написанная на рубеже VIII—IX веков анонимным автором первая часть «Деяний неаполитанских епископов».
О происхождении Сергия I сведений не сохранилось. Ещё до получения епископского сана, когда Сергий был пресвитером, в 717 году он благословил неаполитанское войско и его главу, герцога Иоанна I, когда те направлялись на войну с беневентским герцогом Ромуальдом II. По свидетельству автора «Деяний неаполитанских епископов», молитвы Сергия I даровали неаполитанцам победу над врагом в сражении при Кумах. В награду за это Иоанн I пообещал Сергию епископский сан после смерти тогдашнего главы Неаполитанской епархии Лаврентия.
Иоанн I сдержал своё слово: когда в конце того же года епископ Лаврентий умер, его преемником по ходатайству герцога был избран Сергий I. Своё назначение новый неаполитанский епископ должен был утвердить у Константинопольского патриарха Германа I, так как Неаполь в то время входил в состав Византии. Это вызвало сильное недовольство папы римского Григория II, не желавшего терять своё влияние над городами Южной Италии, и Сергий I был вынужден также просить согласия на своё назначение и у наместника Святого Престола. В 730 году Сергий I вопреки мнению папы римского поддержал избрание Анастасия на константинопольскую патриаршую кафедру. Однако затем, с началом развёрнутой византийским императором Львом III Исавром борьбы с иконами, неаполитанский епископ примирился с Григорием II, признав примат папы римского над всеми христианами.
Предполагается, что Сергий I скончался в 746 году. По утверждению автора «Деяний неаполитанских епископов», Сергий управлял Неаполитанской епархией тридцать восемь лет, четыре месяца и четыре дня. Однако более точными являются сведения из составленного в первой половине X века «Списка неаполитанских епископов», согласно которому Сергий I возглавлял епархию двадцать восемь лет. После его смерти новым епископом был избран Косьма II.